# Énergie renouvelable en Éthiopie

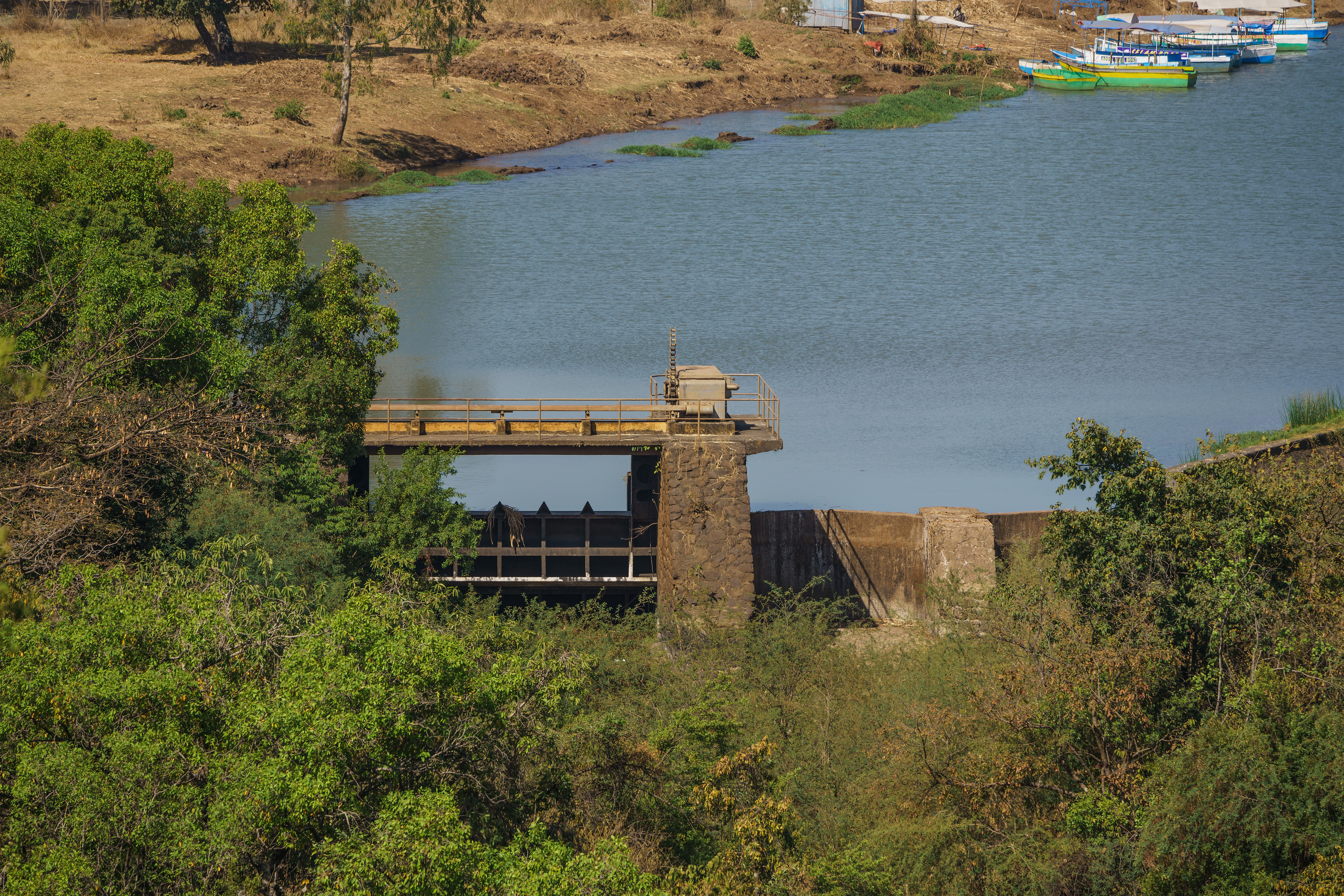
Barrage d'une centrale hydroélectrique près des chutes du Nil Bleu

L'Éthiopie produit la majeure partie de son électricité à partir d'énergies renouvelables, principalement d'énergie hydraulique.

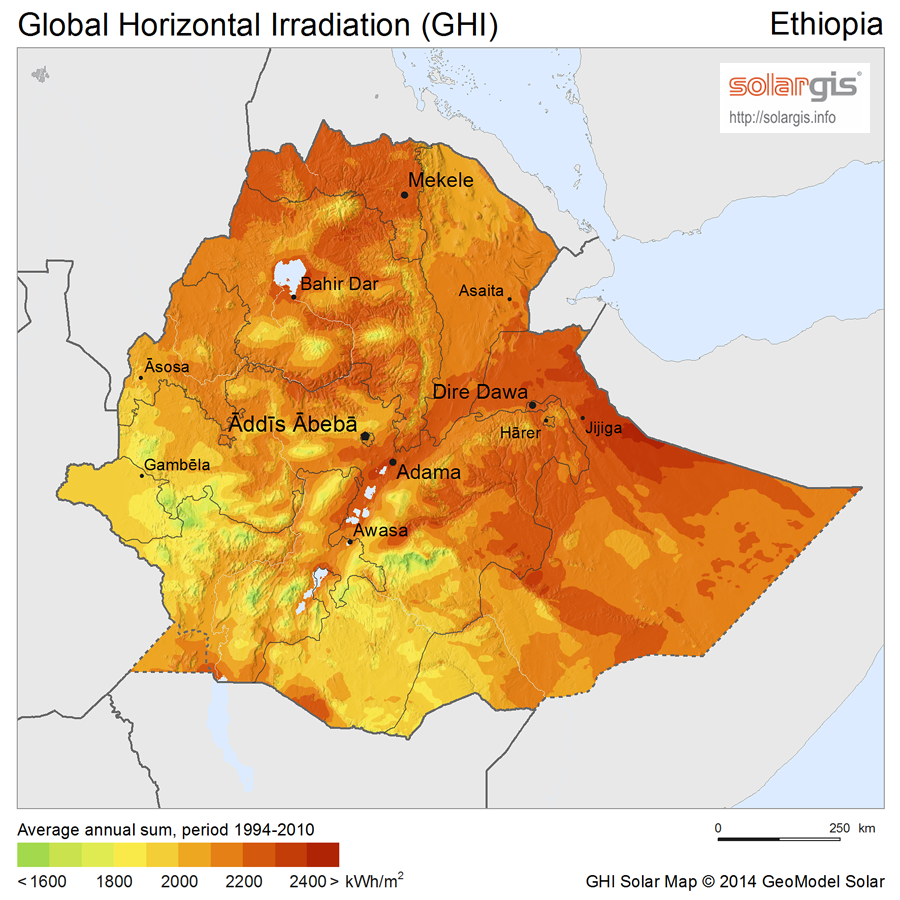
Potentiel solaire du pays

En 2011, plus de 96 % de l'électricité éthiopienne provient de l'hydroélectricité. Le pays a lancé un vaste programme d'expansion de production de l'électricité dans les années 2010, passant de 2 000 MW à 10 000 MW produits. L'éolien et la géothermie ont été inclus dans le mix énergétique pour compenser les fluctuations saisonnières dans les niveaux d'eau.
La plupart des besoins énergétiques de l'Éthiopie sont satisfaits par les biocarburants pour la cuisine, le chauffage et l'éclairage hors réseau. Le pétrole, y compris l'essence, le diesel et le kérosène, fournit moins de 7 % de l'approvisionnement énergétique du pays en 2012. L'énergie solaire photovoltaïque est promue pour remplacer l'éclairage à base de carburant et l'alimentation électrique hors réseau, et le pays a vu l'ouverture d'une usine d'assemblage de panneaux solaires à Addis-Abeba au début de 2013. La majorité de la population éthiopienne vit dans des zones rurales et a très peu accès à l'électricité.
L'Éthiopie prévoit d'atteindre la neutralité carbone d'ici 2025.

## Contexte
Selon le ministère de l'Eau et de l'Énergie, en 2018, seulement 23 % de la population nationale avait accès au réseau électrique. Ce chiffre tombe à 10% dans zones rurales - un chiffre inférieur à la moyenne de 17% constatée dans le reste de l'Afrique. La fréquence des sécheresses, les inondations, les mauvaises techniques de gestion des terres et une population en croissance rapide ont accru les problématiques d'approvisionnement en électricité. En 2018, l'Éthiopie lance un vaste programme national d'électrification qui vise à ce que 65 % de la population soit connectée au réseau d'ici 2025.

## Type d'énergies renouvelables

### Hydroélectricité
Le Grand barrage de la Renaissance (GERD) est l'un des plus grands barrages hydroélectriques d'Afrique et l'un des plus grands au monde.
Plus de 70 % des ressources en eau douce auxquelles l'Éthiopie a accès se trouvent dans le bassin du Nil Bleu. Trois systèmes fluviaux, l'Abbay (44%), la rivière Akobo (20%) et le Tekezé (6%) fournissent au pays des ressources en eau vitales.
L'Égypte s'est dite préoccupée par le fait que ses droits à l'eau sont violés par ces barrages en amont, mais l'Éthiopie n'a conclu aucun traité sur l'eau avec l'Égypte.

### Énergie éolienne
L'éolien est un bon complément à l'hydroélectricité. En octobre 2013, les centrales d'Adama entrent en production. La centrale Adama 1 a une capacité de production de 51 MW, comme la centrale Adama 2. Un autre parc à noter est le parc éolien Ashegoda. La société chinoise Hydrochina a estimé le potentiel total de l'énergie éolienne dans le pays à 1,3 million de MW.

### Géothermie
L'Éthiopie possède une première centrale géothermique de 7 MW, la centrale pilote géothermique Aluto Langano. Elle est étendue et à une capacité de 70 MW en 2015.
L'Éthiopie prévoit de construire des centrales géothermiques pour compenser les contraintes de production d'électricité par les centrales hydroélectriques en raison des variations saisonnières des niveaux d'eau. La société américano-islandaise Reykjavik Geothermal a conclu un accord pour développer une ferme géothermique de 1 000 MW.

### Biocarburants
Plus de 91 % de l'approvisionnement en énergie primaire en Éthiopie provient de la biomasse en 2015 (45,8 sur 49,9 Mtep). Au fil du temps, les forêts éthiopiennes sont passées de 35 % du pays au XXe siècle à moins de 15 % en 2023. Cette perte peut être principalement attribuée à la croissance démographique. Le pays a développé une stratégie qu'il appelle le « projet d'inventaire et de planification stratégique de la biomasse ligneuse » pour tenter de lutter contre la dégradation notable de la couverture végétale et de remédier aux pénuries de ressources pour les besoins industriels et énergétiques futurs. En 2008, 85 % de la population éthiopienne dépendait presque exclusivement de deux types de biocombustibles pour cuisiner : la biomasse ligneuse et la bouse.

## Exportations
Comme l'Éthiopie produit plus d'électricité qu'elle n'en consomme, elle est devenue un exportateur régional d'électricité. En 2015, elle vend de l'électricité au Kenya, au Soudan et à Djibouti et a de futurs contrats de vente d'électricité à la Tanzanie, au Rwanda, au Soudan du Sud et au Yémen.